# Bruce Straley
Bruce Straley (New York, 30 ottobre 1978) è un autore di videogiochi, artista e designer statunitense.
Nato il 30 ottobre 1978, ha lavorato dal 1999 al 2017 presso l'azienda produttrice di videogiochi statunitense Naughty Dog ed è conosciuto principalmente per il suo lavoro svolto nei videogiochi The Last of Us e Uncharted 4: Fine di un ladro. La sua prima esperienza nell'ambito dei videogiochi è stata come artista presso la Western Technologies Inc, dove ha lavorato su due titoli. Successivamente, ha lavorato come designer su titoli di diverse aziende, prima del suo impiego presso la Crystal Dynamics, dove ha lavorato in qualità di designer su Gex: Enter the Gecko e Gex 3: Deep Cover Gecko.
Straley è stato assunto dalla Naughty Dog nel 1999. Egli ha lavorato in qualità di artista su Crash Team Racing e Jak and Daxter series. Successivamente, è diventato co-direttore artistico di Uncharted: Drake's Fortune ed è stato nominato game director di Uncharted 2: Il covo dei ladri. Egli è stato, successivamente, scelto per guidare lo sviluppo di The Last of Us in qualità di game director, ruolo che ha mantenuto anche durante lo sviluppo di Uncharted 4: Fine di un ladro. Straley ha ricevuto elogi per il suo lavoro. In modo particolare, il suo lavoro svolto in The Last of Us è stato molto apprezzato, e quest'ultimo ha ricevuto diversi premi e nomination.

## Carriera
Straley ha lavorato su due videogiochi nel dipartimento di arte e design alla Western Technologies Inc: the Menacer 6-game cartridge nel 1992 e X-Men nel 1993. Successivamente, ha lavorato come designer di Generations Lost, nel 1994, della Pacific Softscape, e di Mr. Bones, nel 1996, della Zono Incorporated. In seguito egli è stato assunto dalla Crystal Dynamics, dove ha lavorato a fianco di Amy Hennig, in qualità di direttore creativo della serie di Uncharted, ed Evan Wells, che poi è diventato co-presidente della Naughty Dog, e altri futuri impiegati della Naughty Dog. Alla Crystal Dynamics, Straley ha lavorato come designer su Gex: Enter the Gecko (1998), e ha fornito un'arte aggiuntiva a Gex 3: Deep Cover Gecko (1999). Dopo il rilascio di Gex 3 nel marzo 1999, Straley è stato assunto dalla Naughty Dog.
Alla Naughty Dog, Straley ha lavorato in qualità di artista su Crash Team Racing nel 1999. Nonostante egli sia stato assunto come texture artist, la piccola dimensione della squadra ha spinto Straley a svolgere diversi lavori, inclusi design, modellazione dello sfondo e animazione di primo piano, tra gli altri. Mentre le dimensioni dello studio crescevano, i compiti divennero più specifici. Straley ha lavorato in qualità di artista in Jak and Daxter: The Precursor Legacy (2001), Jak II (2003) e Jak 3 (2004). A Straley è attribuita la creazione della tecnologia che ha gestito l'aspetto della serie di Jak and Daxter, avendo la conoscenza di comprendere le caratteristiche tecniche e artistiche, colmando il divario di comunicazione tra i due dipartimenti. Per lo sviluppo di Uncharted: Drake's Fortune (2007), Straley è stato nominato co-direttore artistico, accanto a Bob Rafei, il quale ha coinvolto, avanzando, la tecnologia della squadra da PlayStation 2 alla PlayStation 3. Successivamente Straley è stato nominato game director di Uncharted 2: Il covo dei ladri, che è stato pubblicato nel 2009.

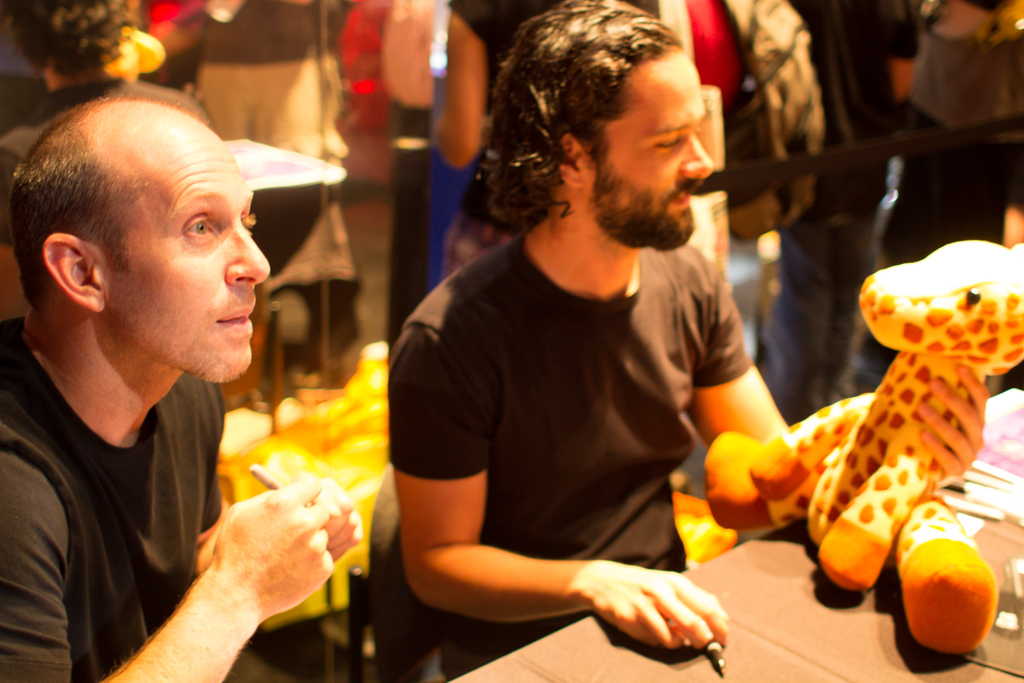
Straley (a sinistra) con il direttore creativo Neil Druckmann (a destra) al PAX Prime nel 2014. I due lavorarono strettamente per lo sviluppo di The Last Of Us e Uncharted 4: Fine di un ladro, formando un'amicizia che chiamano scherzosamente come un "matrimonio".

Dopo lo sviluppo di Uncharted 2, la Naughty Dog si divise in due squadre per lavorare contemporaneamente sui progetti. Una squadra lavorò su Uncharted 3: L'inganno di Drake, i co-presidenti Evan Wells e Christophe Balestra scelsero Straley e Neil Druckmann per guidare lo sviluppo di un nuovo gioco; Straley è stato scelto per guidare un progetto, come game director, sulla base della sua esperienza e del suo lavoro sui progetti precedenti. Anche se essi furono originariamente scelti per sviluppare un nuovo gioco per la serie Jak e Daxter, la squadra ha ritenuto di "non fare servizio ai fans del franchise" e ha deciso di creare un nuovo gioco, intitolato The Last of Us.
Straley e Druckmann avevano lavorato insieme precedentemente su Uncharted 2, e hanno scoperto di avere interessi simili. Durante lo sviluppo di The Last of Us, Straley e Druckmann scherzavano spesso che il loro rapporto era "come un matrimonio", in cui hanno molte idee diverse, ma alla fine desiderano raggiungere lo stesso obiettivo. Il ruolo di Straley nello sviluppo di The Last of Us è stato quello di gestire il gameplay. Tuttavia, nelle ultime settimane di sviluppo, Straley ha intrapreso ruoli da diversi dipartimenti che erano impegnati in altri compiti; per esempio, egli è stato visto organizzare manualmente i testi sugli schermi di formazione del gioco, un compito che ha portato l'artista Nate Wells a trovarlo inusuale. "Non ho mai sentito parlare di un game director che faccia questo! È come... il compito di un tirocinante" disse Wells. Alla Electronic Entertainment Expo 2012, Straley ha presentato una dimostrazione di gameplay di The Last Of Us alla conferenza stampa della Sony; la sua posizione sul palco divenne un meme di Internet, ed è stato chiamato "The Bruce". Il gioco è stato pubblicato il 14 giugno 2013 al successo di critica. Per il lavoro svolto sul gioco, Straley e Druckmann sono stati nominati per Best Director da The Daily Telegraph; alla fine è stato assegnato a Davey Wreden per il suo lavoro su The Stanley Parable (2013). Straley, in seguito, ha continuato a svolgere il suo ruolo di game director per il DLC The Last Of Us: Left Behind (2014).
Dopo la partenza di Hennig da Naughty Dog nel marzo 2014, è stato annunciato che Druckmann e Straley lavoravano su Uncharted 4: Fine di un ladro (2016) rispettivamente come direttore creativo e game-director. I primi rapporti hanno affermato che Hennig è stata "costretto a lasciare" la Naughty Dog per Druckmann e Straley, anche se i co-presidenti Evan Wells e Christophe Balestra successivamente lo negarono. Straley ha presentato le dimostrazioni del gameplay di Uncharted 4 alla PlayStation Experience a dicembre 2014, e all'Electronic Entertainment Expo a giugno 2015. Il gioco è stato pubblicato il 10 maggio 2016 al successo di critica. Per il suo lavoro svolto sul gioco, Straley ha vinto l'Outstanding Visual Effects in a Real-Time Project alla 15th Visual Effects Society Awards, accanto agli artisti di effetti visivi Eben Cook e Iki Ikram. Dopo il rilascio di Uncharted 4, Straley ha preso una pausa lavorativa; non tornerà a dirigere The Last of Us: Part II.

## Opere

### Videogiochi
| Anno | Videogioco                           | Ruolo                  |
| ---- | ------------------------------------ | ---------------------- |
| 1992 | Menacer 6-game cartridge             | Artista                |
| 1993 | X-Men                                | Art, Designer          |
| 1994 | Generations Lost                     | Designer               |
| 1996 | Mr. Bones                            | Animazione aggiuntiva  |
| 1998 | Gex: Enter the Gecko                 | Designer               |
| 1999 | Gex 3: Deep Cover Gecko              | Designer               |
| 1999 | Crash Team Racing                    | Artist                 |
| 2001 | Jak and Daxter: The Precursor Legacy | Artist                 |
| 2003 | Jak II                               | Artist                 |
| 2004 | Jak 3                                | Artist                 |
| 2007 | Uncharted: Drake's Fortune           | Co-direttore artistico |
| 2009 | Uncharted 2: il covo de ladri        | Game director          |
| 2013 | The Last of Us                       | Game director          |
| 2014 | The Last of Us: Left Behind (DLC)    | Game director          |
| 2016 | Uncharted 4: Fine di un ladro        | Game director          |

### Letteratura
| Anno | Titolo                    | Ruolo                    | Note                                                    |
| ---- | ------------------------- | ------------------------ | ------------------------------------------------------- |
| 2013 | The Art of The Last of Us | Scrittore (introduzione) | con Neil Druckmann                                      |
| 2014 | The Art of Naughty Dog    | Scrittore (sezioni)      | con Neil Druckmann, Evan Wells, and Christophe Balestra |

### Film e televisione
| Anno | Titolo                          | Note                  |
| ---- | ------------------------------- | --------------------- |
| 2013 | Grounded: Making The Last of Us | Documentario          |
| 2015 | Conversations with Creators     | Web serie; episodio 2 |

## Premi e nomination
| Data             | Premio                                         | Categoria                                         | Ricevente                               | Risultato       |
| ---------------- | ---------------------------------------------- | ------------------------------------------------- | --------------------------------------- | --------------- |
| 31 dicembre 2013 | The Daily Telegraph NVido Game Awards 2013     | Best Director                                     | Bruce Straley and Neil Druckmann        | Candidato/a     |
| 7 febbraio 2017  | 15th Visual Effects Society Awards             | Outstanding Visual Effects in a Real-Time Project | Bruce Straley, Eben Cook, and Iki Ikram | Vincitore/trice |
| 2017             | National Academy of Video Game Trade Reviewers | Direction in a Game Cinema                        | Bruce Straley and Neil Druckmann        | Vincitore/trice |
| 2017             | National Academy of Video Game Trade Reviewers | Game, Franchise Adventure                         | Bruce Straley and Neil Druckmann        | Vincitore/trice |